# Vol TransAsia Airways 222
Le 23 juillet 2014, le vol TransAsia Airways 222, un vol intérieur régulier assuré par un ATR 72 de la compagnie aérienne taïwanaise TransAsia Airways, en provenance de l'aéroport international de Kaohsiung, à Taïwan, et à destination de l'aéroport de Magong, sur l'île de Penghu, s'est écrasé dans un village quelques instants avant son atterrissage, faisant 48 victimes parmi les 58 passagers et membres d'équipage à bord.
Une enquête, menée par le Conseil de la sécurité des transports aériens de Taïwan (ASC), a révélé que les pilotes sont intentionnellement descendus en dessous de l'altitude minimale de descente et que le commandant était trop confiant quant au déroulement de l'approche finale, ce qui a entraîné une série d'erreurs de pilotage.

## Avion et équipage
L'aéronef impliqué était un ATR 72-500 immatriculé B-22810 (numéro de série 642) ; il vola pour la première fois le 14 juin 2000 et a été livré neuf à TransAsia Airways le 20 juillet de cette année. Cet avion court-courrier était propulsé par deux moteurs Pratt & Whitney Canada PW127F et il cumulait 27 039 heures de vol et 40 387 cycles (décollage/atterrissage) au moment de l'accident.
Le commandant de bord était Lee Yi-liang (60 ans) et le copilote était Chiang Kuan-hsing (39 ans). Le commandant Lee totalisait 22 994 heures de vol, dont 19 069 heures sur ATR 42 et ATR 72, tandis que le copilote Chiang comptait 2 392 heures de vol à son actif, dont 2 083 heures sur ATR 42/72.

## Déroulement des faits

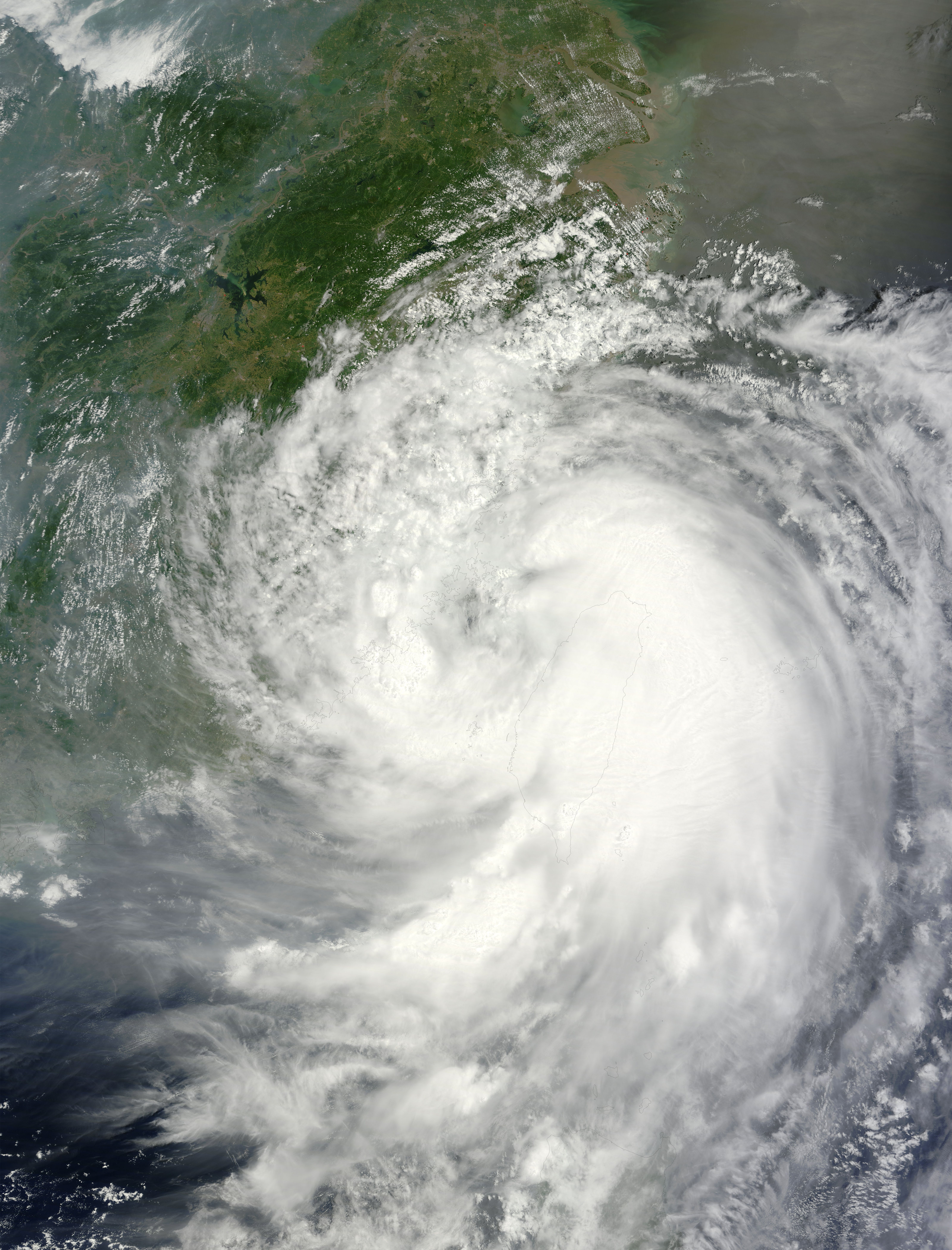
Image satellite du typhon, prise le jour de l'accident.

Le vol 222 devait décoller de l'aéroport international de Kaohsiung à 16 h 0 heure locale (8 h 0 UTC), et devait se poser environ 35 minutes plus tard à l'aéroport de Magong. Mais en raison des mauvaises conditions météorologiques, causées par le typhon Matmo (en), il a finalement décollé à 17 h 43.
Le vol s'est déroulé sans incident jusqu'au moment de l'approche finale. Les conditions météorologiques à Magong étaient défavorables et la visibilité réduite, rendant la piste difficile à voir pour les pilotes. Le contrôle d'approche de Kaohsiung a alors demandé au vol 222 de rester en circuit d'attente avec trois autres appareils. L'équipage a alors demandé l'autorisation d'atterrir sur la piste 20. En attendant son autorisation d'approche, le contrôle d'approche a informé le vol 222 que la visibilité s'était améliorée à l'aéroport de Magong. Immédiatement après, l'équipage a demandé une autorisation pour l'atterrissage à Magong. Le contrôle d'approche a alors assigné aux pilotes une altitude et un vecteur radar inférieurs à la normale.
À 18 h 55, l'appareil a été autorisé à atterrir. Le vol 222 est ensuite descendu et a maintenu son altitude à 2 000 pieds (610 m), puis est descendu à son altitude assignée de 400 pieds (120 m). L'équipage a ensuite réglé son altitude assignée à 300 pieds (91 m), en dessous de l'altitude minimale de descente (MDA) qui était de 330 pieds (100 m). Après avoir franchi 344 pieds (105 m), l'équipage a ensuite de nouveau réglé l'altitude à 200 pieds (61 m).

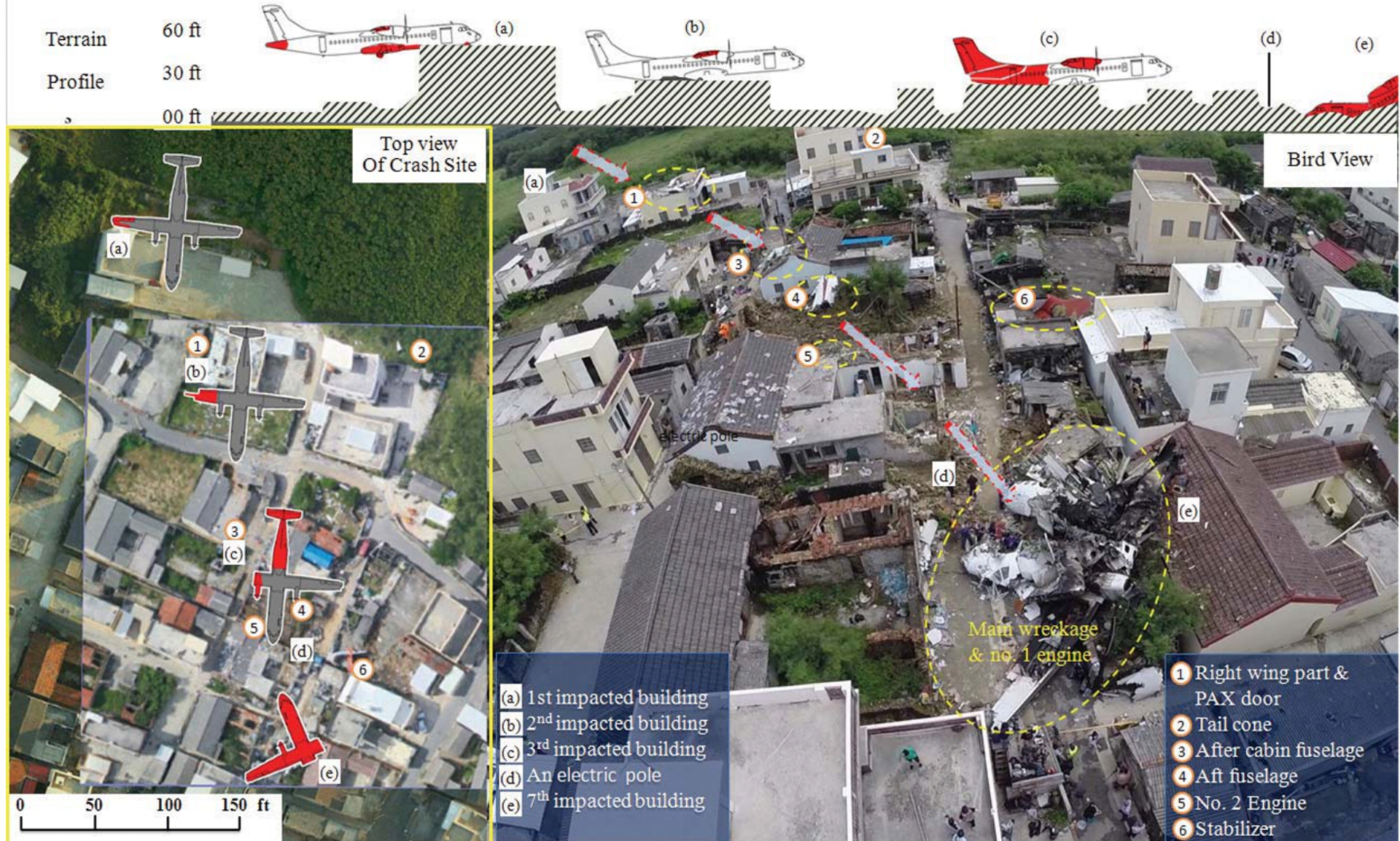
Séquence du crash du vol 222.

À 19 h 5, l'équipage a désactivé le pilote automatique et l'amortisseur de lacet. L'équipage a ensuite tenté de localiser visuellement la piste 20, ignorant alors qu'ils avait dévié vers la gauche pendant la descente. Lorsque le copilote et le commandant de bord ont entamé une remise de gaz, l'avion n'était plus qu'à 72 pieds (22 m) au dessus du sol ; la catastrophe était donc inévitable. L'ATR 72 a d'abord fauché la cime des arbres sur plusieurs centaines de mètres, dans une petite forêt située prés de l'aéroport ; l'impact a également provoqué le détachement de certaines pièces de l'avion.
Le vol 222 a ensuite quitté la forêt pour finalement s'écraser sur le village de Xixi, percutant et détruisant plusieurs maisons dans le village. L'impact initial a gravement endommagé l'appareil, arrachant la partie extérieure de l'aile droite, le stabilisateur vertical et l'empennage du reste de la carlingue. Le second impact a pulvérisé la partie centrale du fuselage. L'avion a ensuite explosé et pris feu. Les corps de certains passagers ont été projetés dans la rue du village. 
La plupart des survivants, qui ont réussi à rampé hors de l'épave de l'avion, se sont réfugiés dans les maisons à proximité du lieu de l'accident. Les habitants du village ont offert leur aide aux survivants, et certains d'entre eux ont également soigné les blessés. Certains survivants présentaient de multiples coupures et brûlures. On compte seulement 10 survivants parmi les 58 passagers et membres d'équipage présents à bord du vol 222. Cinq personnes ont également été blessées au sol.

## Victimes

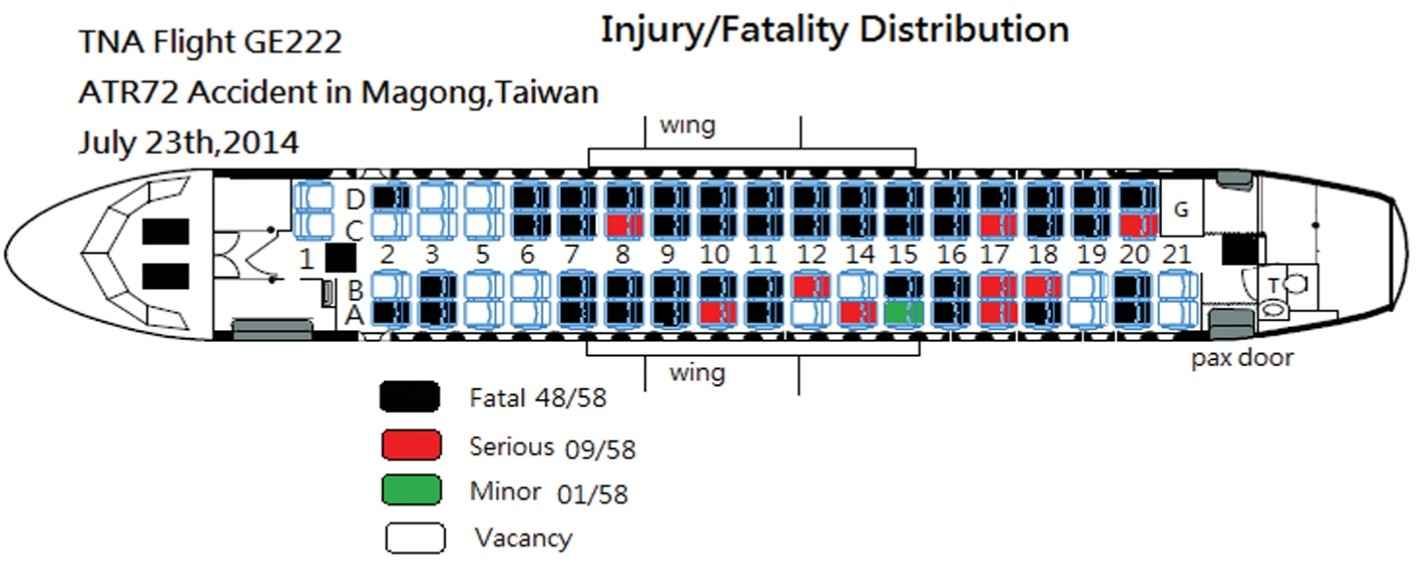
Plan de la cabine du vol 222.

Il y avait à bord 54 passagers, dont 4 enfants, et 4 membres d'équipage à bord. Deux citoyennes françaises et 46 ressortissants taïwanais (dont l'ensemble des membres de l'équipage) sont morts dans le crash. Les deux victimes françaises étaient étudiantes en médecine à Lille ; elles s'apprêtaient à revenir en France après un stage hospitalier à Taïwan. Parmi les victimes se trouvait également le maître charpentier taïwanais Yeh Ken-chuang (en). 
| Victimes par nationalité | Victimes par nationalité | Victimes par nationalité |
| Nationalité              | Passagers                | Équipage                 |
| ------------------------ | ------------------------ | ------------------------ |
| Taïwan                   | 52                       | 4                        |
| France                   | 2                        | -                        |
| Total à bord             | 54                       | 4                        |

## Enquête
Une enquête officielle, menée par le Conseil de la sécurité des transports aériens de Taïwan (ASC), a été ouverte. L'enregistreur phonique (CVR) et l'enregistreur de paramètres (FDR) de l'avion ont été rapidement récupérés et lus. Certaines conclusions, résultant de l'analyse des enregistreurs de vol, ont été rendues publiques le 1er août 2014. 
Il a été révélé que les pilotes ont annoncé une interruption et une remise des gaz à 19 h 06, pendant l'approche finale. À ce moment-là, le régime du moteur n°1 (moteur gauche) a chuté, tandis que des bruits inhabituels ont été enregistrés par le CVR. Ces bruits ont été considérés comme compatibles avec une hélice passant à travers des arbres, une interprétation confirmée par la découverte de restes de branches d'arbres à l'intérieur d'un des moteurs.

### Analyse des boites noires
Un premier examen du CVR a révélé que l'équipage n'a effectué ni briefing d'approche, ni liste de vérifications de descente/approche, après avoir reçu l'autorisation d'atterrissage de la part de la tour de Magong. Cette pratique était contraire aux procédures opérationnelles standards (SOP) de la compagnie. Bien que l'équipage n'ait pas officiellement briefé, ni discuté des détails de l'approche, le copilote a rappelé au commandant de bord plusieurs points importants, notamment l'altitude à maintenir et les distances requises pour cette approche. L'examen des données de vol a révélé que l'équipage savait déjà ce qu'il devait savoir concernant l'approche, notamment que la MDA était de 330 pieds (100 m) ; cependant, pendant l'approche, l'équipage a continué à descendre jusqu'à 200 pieds (61 m). 
Le CVR a également montré qu'il n'y avait eu aucune discussion entre les pilotes sur la question de savoir si les références visuelles requises avaient été obtenues, le commandant Lee ayant néanmoins placé l'avion en descente bien en dessous de la MDA. Le copilote Chiang n'est pas intervenu pour signaler l'erreur du commandant de bord, mais a plutôt accepté la décision de Lee de descendre en dessous de la MDA, contrairement à la procédure standard.
Pour tenter de repérer la piste 20, l'équipage a maintenu son altitude à 200 pieds. Il a ensuite déconnecté le pilote automatique et l'amortisseur de lacet. Le commandant Lee a alors demandé au copilote Chiang s'il avait aperçu la piste. Au lieu d'entamer une approche interrompue, les deux pilotes ont passé environ 13 secondes à tenter de la repérer. Pendant leur recherche, les fortes pluies se sont intensifiées, et la visibilité s'est alors réduite à 1 600 pieds (500 m). Après la désactivation du pilote automatique, l'altitude et le cap de l'avion ont changé. Le commandant Lee a intentionnellement fait dévié l'avion vers la gauche, conduisant à un roulis de 19° à gauche, qui s'est ensuite réduit à 4° à gauche. Le tangage de l'avion a également commencé à diminuer, passant de 0,4° à 9° en piqué, puis à 5,4° en piqué. Cela a fait rapidement perdre à l'avion son altitude et l'a fait descendre de 179 pieds (55 m) à 72 pieds (22 m).

### TransAsia Airways
Sachant que plusieurs SOP avaient été violées lors du vol 222, notamment en descendant sous la MDA, les enquêteurs ont ensuite tenté de déterminer si les problèmes provenaient de TransAsia Airways elle-même. Des entretiens avec certains pilotes de la compagnie aérienne ont révélé que les violations courantes des procédures standard étaient normales. En particulier, les équipages étaient connu pour descendre sous la MDA avant d'acquérir les références visuelles requises. L'ASC avait déjà eu connaissance de ces violations répétées chez TransAsia Airways, ayant déjà enquêté sur d'autres incidents impliquant cette compagnie avant le crash du vol 222. 
Suite à cette enquête, la compagnie aérienne a mis en œuvre plusieurs mesures de sécurité pour éliminer les violations des procédures standard. Les mesures de sécurité mises en œuvre par TransAsia Airways se sont avérées inadéquates et inefficaces, de sorte que les violations des SOP ont continué. Bien qu'un superviseur Normes et Formation ait été mis en place, les temps de vol et la charge importante de travail des pilotes instructeurs et vérificateurs affectés à son assistance étaient tels qu'ils manquaient de temps pour effectuer d'autres tâches, telles que la révision des formations aux procédures standard, les audits et les évaluations des risques opérationnels. En outre, la pénurie de pilotes qualifiés pourrait être une autre raison pour laquelle les procédures opérationnelles normalisées n’étaient pas aussi efficaces qu’elles auraient pu l’être. 
Les enquêteurs ont ensuite révélé que TransAsia Airways tolérait le manque de discipline de ses pilotes. L'ASC a également révélé de nombreux autres problèmes concernant la gestion de la compagnie aérienne.

### Fatigue des pilotes
L'ASC a ensuite examiné les horaires de vol et les temps de service des pilotes de TransAsia Airways. Entre mai et juillet 2014, plus de la moitié de ses pilotes avaient accumulé plus de 270 heures de vol. Ce chiffre était nettement supérieur à celui de la haute saison estivale de 2013, où seulement 27 % des pilotes avaient accumulé ce même nombre d'heures. Le nombre de vols quotidiens effectués avait également augmenté, jusqu'à atteindre un maximum de 8 vol/jour, ce que de nombreux équipages trouvaient excessif. La plupart des pilotes interrogés par les enquêteurs ont convenu que la plupart des violations des procédures standard se produisaient lorsqu'ils se sentaient fatigués, en particulier lorsqu'ils effectuaient un vol plus tard dans la journée. Les pilotes ont protesté à plusieurs reprises, mais la direction de TransAsia Airways les a apparemment ignoré, et n'a également pas procédé à une évaluation des risques pour la sécurité à ce sujet. 
De nombreux autres accidents aériens ont impliqué la fatigue des pilotes, comme celui du vol Colgan Air 3407, survenue en 2009 à Buffalo, aux États-Unis. L'ASC a ensuite examiné si le commandant Lee était fatigué au moment de l'accident. Si tel était le cas, cela pourrait expliquer pourquoi il a intentionnellement fait dévié l'avion de sa trajectoire. Les enquêteurs n'ont pas pu déterminer si les pilotes avaient suffisamment dormi avant le vol, car ils n'ont pas pu récupérer les données du nombre total d'heures de sommeil de l'équipage avant le décollage. L'examen du système d'évaluation de la fatigue de l'équipage (SAFE) de l'équipage du vol 222 a révélé que le commandant Lee se sentait légèrement fatigué, mais que le copilote Chiang ne l'était pas. Ceci a été démontré par les bâillements du commandant de bord, entendus dans le CVR. Ce dernier a également déclaré être très fatigué. Il a été révélé que plusieurs erreurs de la part du commandant Lee, envers la tour de contrôle, avaient eu lieu pendant le vol.
L'équipage était composé de pilotes locaux effectuant des vols régionaux court-courriers. Leurs plannings indiquaient un facteur commun de fatigue : des départs matinaux et/ou des départs tardifs, les pilotes des vols court-courriers ayant tendance à perdre progressivement plus de sommeil au cours d'un cycle de planning donné.
L'ASC a conclu que le commandant Lee était effectivement fatigué au moment de l'accident, invoquant la dégradation de ses performances de vol. Il a également déclaré que si TransAsia Airways avait mis en œuvre un système de gestion des risques liés à la fatigue (FRMS) ou un système similaire, l'équipage aurait été moins susceptible d'être fatigué. Cependant, ces procédures n'étaient pas obligatoires.

### Conclusion
Le rapport final sur le crash du vol 222 a été publié en janvier 2016. L'enquête a conclu qu'il s'agissait d'un impact sans perte de contrôle (CFIT). L'équipage avait une conscience limitée de la proximité de l'avion par rapport au sol. Il a poursuivi l'approche en dessous de l'altitude minimale de descente (MDA), sans avoir de contact visuel avec la piste, contrairement aux procédures opérationnelles standard. 
De plus, le commandant de bord ne respectait pas les politiques, procédures et réglementations de la compagnie aérienne, en raison du fait qu'il était assez confiant dans ses compétences de vol et qu'il avait déjà atterri avec succès dans un aéroport avec des conditions météorologiques défavorables. Le copilote n'a contesté aucune des erreurs du commandant. Il n'a exprimé aucune inquiétude quant aux actions de ce dernier, ce qui aurait également augmenté la probabilité que le commandant prenne des décisions sans consulter son copilote.
Le rapport d'enquête a également identifié divers facteurs contributifs liés à l'équipage de l'avion, aux opérations aériennes et aux processus de gestion de la sécurité de TransAsia Airways, à la communication des informations météorologiques à l'équipage, aux problèmes de coordination sur l'aéroport de Magong, qui est à usage conjoint civil/militaire, et à la surveillance réglementaire de la compagnie aérienne par l'Administration de l'aviation civile taïwanaise (en) (CAA).

## Médias
L'accident a fait l'objet d'un épisode dans la série télé Air Crash nommé « Emporté par le vent » (saison 18 - épisode 2).